# ダークパターン
ダークパターン（英語: Dark pattern）は、主にウェブサイトなどで、ユーザーを騙すために慎重に作られたユーザインタフェースのことである。認知バイアスを利用して、ユーザーが思っているよりも多くの時間やお金を使わせる。または注意を払うように設計されている。
例としては、購入時に保険に入会させたり、何かを定期購入させるなどの特定の行動をユーザーに促すものがある。また、「『購入ボタン』よりも『定期購入ボタン』の方が目立つ配色や大きさになっている」や「登録は簡単なのに退会が非常に面倒である」などの例もある。特に悪質なものが多いとされる例の1つは、利益が関わるショッピングサイトなどで、有名なウェブサイトほどダークパターンを利用しやすい傾向がある。ダークパターンには、プライバシー侵害や人々の判断力低下など複数の問題点が指摘されている。
ダークパターンという新語は、darkpatterns.org（ユーザーを騙すインターフェイスの名前とシェーピングの具体的な目標を持つパターンライブラリ）の登録で2010年8月にハリー・ブリヌル（英語: Harry Brignull）によって作成された。

## ダークパターンの例
下記にパターンを提示する。
おとり商法（ベイト・アンド・スイッチ）
おとり商法は、販売する気がない商品を無料もしくは安価で提示して、売り切れ等で販売できないことを説明した後、宣伝されたものと同様の製品を購入するよう仕向けるパターンである。
比較を困難にする（Comparison prevention）
他の商品との比較で機能と価格などの説明を難しくして、重要な欠点などの情報を見逃しやすくする。
羞恥心に働き掛ける（Confirmshaming）
感情的になる情報（この価格で買わない・情報に乗り遅れるのは愚か者だ など）を提示して、正常な判断ができないようにする。
偽装広告（Disguised ads）
実際とは異なる商品ページに転送する広告を表示する。
強制開示（Privacy zuckering）
強制開示は、ユーザーがサービス上必要の無い、クレジットカード情報や住所、電話番号等の個人情報を要求されたり、SNSなどの情報を公開する設定にさせるダークパターンである。また、一部の企業は、この情報を広告主に販売する。zuckeringは、Facebookの創業者マーク・ザッカーバーグが由来である。
ゴキブリ捕獲トラップ（ローチモーテル）
ローチモーテルは、入るのは簡単だが出るのは難しいという特徴のダークパターンである。 例としては、購読者がオプトアウトまたはキャンセル要求を印刷して郵送することが必要なビジネスモデルが挙げられる。
こっそり買い物かごに入れる
なにかの購入の際に、いつの間にか一緒に別の商品やサービスを購入したことになるダークパターン。
隠されたサブスクリプション方式（Hidden subscription）
無料期間が終了すると自動的に有料サービスとして請求されるか、期間以内に解約していないと有料になるダークパターン。
隠れたコスト
隠れたコスト（英語: Hidden Costs）は、支払い手順の最終ステップに進んだ段階で予想外の追加料金（送料、税金など）がいきなり表示されるというダークパターンである。
偽のカウントダウン（翻弄）
偽のカウントダウンは、「希少性バイアス」を利用してユーザーを焦らせることを目的としており、「あと1時間でセールが終了する」などの嘘のカウントダウンを表示することでユーザーに商品の購入などを促すダークパターンである。
事前選択
勝手にリボルビング払いに変更されている。
勝手に定期購入が選択されている。
繰り返し
何度も広告が表示される。

## 合法性
ベイト・アンド・スイッチは、アメリカ合衆国法に違反する詐欺の一形態である。EUでは、GDPRにより、個人情報の処理に対するユーザーのインフォームド コンセントが、明確かつ自由に与えられ、個人情報の各用途に固有のものであることが必要とされている。ユーザーが無意識のうちにすべてのデータ処理をデフォルトで受け入れさせる試みを防ぐことを意図している（これは規制の違反である）。
2019年4月、イギリスの情報コミッショナー事務局（Information Commissioner's Office、ICO）は、未成年者が使用する場合のソーシャル ネットワーキング サービスの運営について、プライバシー設定が低いオプションにユーザーを誘導する「ナッジ」の使用を禁止する「年齢適正デザインコード法」という提案を提出した。この規範は、2018年データ保護法に基づいて施行可能となる。2020年9月2日に発効した。
2019年4月9日、アメリカ合衆国上院議員のDeb FischerとMark Warnerは、月間アクティブ ユーザー数が1億人を超える企業が、個人情報の使用に同意を求める際にダーク パターンを使用することが違法になる、「オンライン ユーザーに対する欺瞞的エクスペリエンス削減（Deceptive Experiences To Online Users Reduction、DETOUR）法」を提出した。
2021年3月、カリフォルニア州はカリフォルニア州消費者プライバシー法の修正案を採択した。この法律は、「消費者のオプトアウトの選択を覆す、または妨げる実質的な効果（the substantial effect of subverting or impairing a consumer's choice to opt-out）」をもたらす、欺瞞的なユーザー インターフェイスの使用を禁止している。
2021年10月、アメリカ合衆国連邦取引委員会（FTC）は執行方針声明を発表し、「消費者を騙して定期購読サービスに誘導する」ダーク パターンを使用する企業の取り締まりを発表した。これは苦情件数の増加を受けたもので、これらの消費者保護法を執行することで対応している。
欧州データ保護委員会によると、「GDPR 第5条（1）（a）に定められた公正な処理の原則は、デザイン パターンが実際に『ダーク パターン』を構成するかどうかを評価する出発点として機能する」。
2022年、ニューヨーク州司法長官Letitia Jamesは、航空券とホテルの部屋を販売するために欺瞞的なマーケティング戦略を使用したとしてFareportalに260万ドルの罰金を科した。また、オーストラリア連邦裁判所は、消費者を誤解させてホテル予約の高額料金を支払わせたとして、エクスペディア・グループのTrivagoに4,470万オーストラリアドルの罰金を科した。
2023年3月、アメリカ合衆国連邦取引委員会は、「ユーザーを騙して購入させるダークパターン」の使用に対して、『フォートナイト』開発者のエピック・ゲームズに2億4,500万ドルの罰金を科した。この2億4,500万ドルは影響を受けた顧客への返金に使用され、ゲーム事件においてFTCが発行した史上最大の返金額となる。
日本国内では大半のダークパターンが合法とされているため、対応が遅れており、日本政府はホームページ上に解約方法を分かりやすく表示するなどの努力義務を盛り込んだ消費者契約法改正案を検討していることが2022年1月に報じられた。同年、日本国内で配信されている主要アプリ（ショッピング、SNS、ゲームなど）の9割にダークパターンが使われていることが東京工業大学の調査で判明した。

## ダークパターンで問題視された事例
- Disney+ - ウォルト・ディズニー・ジャパンとNTTドコモが共同運営する定額制のビデオ・オン・デマンド・ストリーミングサービス。これらサービスの退会方法が非常に難解で煩わしいといったSNSでの投稿が反響を呼んだ。実際に退会を完了させるには、サービストップページから十数ページ遷移することが要求され、手続きの途中には退会のデメリットが提示されるなど、迷惑を覚えさせるような方法で解約を妨げるものである[33]。この他にもNTTドコモの携帯電話サービスの解約ページが検索ページに引っかからないように隠蔽していた事もあり、2021年2月に総務省に指摘を受けた[34]。
- ウォール・ストリート・ジャーナル（WSJ）の日本版 - 入会はネット上にて出来るが、解約は電話（平日9時から17時30分の間）のみの受付となっており、SNSにて批判があがる事態になった。電話のみの解約受付になっている理由について、WSJ日本版は「個人情報の確認が必要となるため」と説明している[35]。
- Amazonプライム - サービス解約するためのボタン操作が難解となっており、「年払いに切り替えると36.8ドル（約3818円）もお得です」と引き留めるなどのうたい文句が何度にも渡り、黄色で強調表示される。これらの間違った選択肢を選ぶと、解約に失敗して契約が継続される仕組みである。このように解約の方法が難解であるため、ヨーロッパとアメリカの16の消費者団体が、Amazon.comを相手に法的手続きに踏み切った[36]。2022年7月、Amazonは欧州委員会との間で解約手順を簡素化することで合意したが、この合意は欧州連合（EU）域内のみ適用されるため、日本は対象外としている[37]。
- DAZN - インターネット上で解約手続きを行おうとしても、電話またはチャット経由での手続きを求められ、更に即日の解約とはならず、退会通知期間（30日間）経過後に実行されると2023年11月に報じられ、批判を受けた[38]。
- Adobe - 同社がPhotoshopなどのアプリケーションソフトで提供しているサブスクリプションサービスにおいて、解約しようとしても手数料を開示したり、解約手続きに関する電話でも通話途中で切断したり、たらい回しにしたりして、解約断念を促している事例が確認されたとして、アメリカ合衆国司法省は同社を北カリフォルニア地区の連邦地方裁判所に提訴したことを2024年6月に発表した[39]。